# V Legislatura da Terceira República Portuguesa

Diagrama das bancadas.

A V Legislatura foi a legislatura da Assembleia da República Portuguesa resultante das eleições legislativas de 19 de julho de 1987.